# Уеб сървър
Уеб сървър (на английски: web server, т.е. „звено, обслужващо Мрежата“) е приложна програма, сървър, която позволява на даден компютър да предоставя информация на други компютри, под формата на страници с хипертекст.
Уеб сървър предоставя информация на клиент под формата на HTML документ. За пренасянето на информацията се използва протокола HTTP. Често уеб сървър се използва за предоставяне на информация и в други формати – най-често това са изображения във форматите PNG, JPEG и GIF; XML документи и др.
Всеки един потребител, стига да има компютърна техника, мрежова техника и интернет доставчикът му позволява, може да стартира уеб сървър.

## Начин на работа
Уеб сървърът по замисъл е направен да доставя уеб страници на уеб браузър. Цялата комуникация е възможна чрез обмен на „HTTP requests“ („HTTP заявки“), отправени от браузъра и „HTTP responses“ („HTTP отговори“) от страна на сървъра, което осигурява комуникацията съгласно приет стандарт.

## Допълнителни възможности
Обикновено уеб сървър позволява свързване с външни приложения, които да обработват информацията, преди тя да бъде изпратена до клиента, с помощта на т. нар. „CGI скриптове“. Тези скриптове могат да бъдат написани на един от много езици за програмиране, но най-често използваните езици са PHP, Python и Perl.

## Популярни уеб сървъри
- apache
- lighttpd
- nginx
- Apache Tomcat